# Aporosa Boginisoko
Aporosa Boginisoko (ur. 1 czerwca 1969 w Suvie) – fidżyjski judoka. Olimpijczyk z Barcelony 1992, gdzie zajął 21. miejsce w wadze średniej.

## Letnie Igrzyska Olimpijskie 1992
| Konkurencja | Eliminacje              | Klas. końcowa |
| Konkurencja | Przeciwnik I            | Miejsce       |
| ----------- | ----------------------- | ------------- |
| 86 kg       | Giorgio Vismara (ITA) P | 21.           |